# Inattivazione non casuale del cromosoma X
L'inattivazione non casuale del cromosoma X (in inglese Skewed X inactivation), detto anche lyonizzazione sbilanciata, è un fenomeno che si verifica durante lo sviluppo embrionale e può essere conseguenza di diverse patologie legate al cromosoma X. Questo evento prevede un'inattivazione del cromosoma X di derivazione paterna e materna in modo non bilanciato, cioè il risultato non è il 50% di cromosomi X paterni e 50% di cromosomi X materni, ma una percentuale differente.
È noto che durante lo sviluppo embrionale la scelta di quale cromosoma X debba essere inattivato avviene in modo casuale e questo porta, teoricamente, al 50% di cromosomi X di derivazione materna e il 50% di cromosomi X di derivazione paterna, questo fenomeno è chiamato inattivazione random del cromosoma X. In certe condizioni la percentuale può variare ed avere quindi una percentuale maggiore di cromosomi di derivazione materna o paterna.
Se questo succede, ed è predominante un cromosoma con mutazione ereditato da uno dei due genitori, si ha il verificarsi di una patologia con un fenotipo dipendente dalla percentuale di cromosoma X mutato, che rimane attivo. Nei casi più estremi la percentuale può essere, ad esempio 5%:95% o 95%:5%, in questo caso se il 95% dei cromosomi X contenenti la mutazione vengono inattivati, la sintomatologia sarà lieve, viceversa sarà molto grave; questo schema è possibile applicarlo alle malattie legate all'X.
Questo può risultare importante in medicina in quanto una femmina portatrice di una patologia legata all'X dominante, casualmente inattiva il cromosoma contenente il gene affetto, e questo porta ad una sintomatologia più lieve.
Un esempio è la sindrome di Rett in cui si può avere un fenotipo diversificato. Questa patologia è causata da una mutazione del gene MecP2 che si trova nel cromosoma X. Se, ad esempio, il gene deriva dal cromosoma X di derivazione paterna e questo cromosoma viene inattivato l'80% delle volte, allora vorrà dire che l'80% delle cellule possiede il gene non mutato e la sintomatologia della patologia sarà di lieve entità; viceversa se l'80% dei cromosomi X è di derivazione materna allora si avrà una sintamotologia molto più severa.